# Geoffrey Bilson-díj
A Geoffrey Bilson-díj (Geoffrey Bilson Award) egy kanadai irodalmi díj, melyet a legjobb történelmi regénynek adnak át minden évben. A díjat Geoffrey Bilson, történelmi regényíróról neveztek el, aki a Saskatchewan Egyetemen tanított és váratlan hirtelenséggel halt meg 1987-ben.
A Canadian Children's Book Centre (Kanadai Gyermekkönyv-központ) dönt a díj sorsa felett. Az irodalmi elismerésben olyan kanadai szerző részesülhet, aki regényét a díj átadását megelőző évben írta. Az irodalmi díj mellé járó pénzdíj értéke 1000 kanadai dollár.

## Díjazottak
- 1988 – Carol Matas, Lisa
- 1989 – Martyn Godfrey, Mystery in the Frozen Lands és Dorothy Perkyns, Rachel’s Revolution
- 1990 – Kit Pearson, The Sky is Falling
- 1991 – Marianne Brandis, The Sign of the Scales
- 1992 – Nem adtak át díjat.
- 1993 – Celia Barker Lottridge, Ticket to Curlew
- 1994 – Kit Pearson, The Lights Go On Again
- 1995 – Joan Clark, The Dream Carvers
- 1996 – Marianne Brandis, Rebellion: A Novel of Upper Canada
- 1997 – Janet McNaughton, To Dance at the Palais Royale
- 1998 – Irene N. Watts, Good-Bye Marianne
- 1999 – Iain Lawrence, The Wreckers
- 2000 – A díj átadását lehalasztották.
- 2001 – Sharon McKay, Charlie Wilcox
- 2002 – Virginia Frances Schwartz, If I Just Had Two Wings
- 2003 – Joan Clark, The Word for Home
- 2004 – Brian Doyle, Boy O’Boy
- 2005 – Michel Noël, Good for Nothing
- 2006 – Pamela Porter, The Crazy Man
- 2007 – Eva Wiseman, Kanada
- 2008 – Christopher Paul Curtis, Elijah of Buxton
- 2009 – John Ibbitson, The Landing
- 2010 – Shane Peacock, Vanishing Girl
- 2011 – Valerie Sherrard, The Glory Wind
- 2012 – Kate Cayley, The Hangman in the Mirror
- 2013 – Elizabeth Stewart, The Lynching of Louie Sam
- 2014 – Karen Bass, Graffiti Knight
- 2015 – Marsha Forchuk Skrypuch, Dance of the Banished
- 2016 – Karen Bass, Uncertain Soldier
- 2017 – Kevin Sands, The Mark of the Plague
- 2018 – Kevin Sands, The Assassin's Curse
- 2019 – Christopher Paul Curtis, The Journey of Little Charlie
- 2020 – Tina Athaide, Orange for the Sunsets
- 2021 – Jordyn Taylor, The Paper Girl of Paris
- 2022 – Harriet Zaidman, Second Chances
- 2023 – Kim Spencer, Weird Rules to Follow[1]

## Külső hivatkozások
- A díjazottak listája